# Pavel Kravař
Pavel Kravař (či Pavel z Kravař, kolem r. 1391, pravděpodobně v Kravařích, Slezsko – 23. července 1433, St Andrews, Skotsko) byl husitský emisař, jeden z reformátorů církve, kteří za své úsilí reformace byli pod záminkou kacířství upáleni.

## Životopis
Narodil se pravděpodobně v Kravařích nedaleko Opavy. Jeho příslušnost k rodu pánů z Kravař není příliš pravděpodobná, byť není vyloučena. Studoval medicínu na univerzitě v Montpellier a umění v Paříži, kde promoval v roce 1415 a později též v Praze, která byla v té době baštou husitského smýšlení. Okolo roku 1421 v době, kdy univerzita upadala, opustil Prahu a stal se lékařem ve službě polského krále Vladislava II. Jagella (Jogaila). Pravděpodobně před rokem 1432 se na nějaký čas vrátil do Prahy, ale poté vyrazil do Skotska.
Jeho cesta do St Andrews, v té době církevního centra Skotska a jediného místa s univerzitou, byla s největší pravděpodobností podniknutá v marné snaze získat podporu a spojence (snad mezi stoupenci lollardů) pro husity ohledně Basilejského koncilu, na kterém bylo požadováno smíření mezi husity a katolickou církví. Naopak, jeho agitace vzbudily nelibost u tamní vrchnosti, zejména biskupa ze St Andrews, Henryho Wardlawa, který ho obvinil z šíření kacířských myšlenek Jana Husa a Johna Wyclifa. Došlo k soudu, u kterého se sám obhajoval (údajně zdatně a s odvahou), ale přesto byl shledán vinným a upálen. Podle presbyteriána Johna Knoxe mu před smrtí byla zacpána ústa mosaznou kuličkou, aby nemohl mluvit. Jeho upálení se pravděpodobně odehrálo uprostřed náměstí, kde se konaly trhy, poblíž tamního jarmarečního sloupu, který je nyní označen červenými kameny posazenými do vydlážděné cesty. Pamětní deska, s nápisem v angličtině a češtině, je umístěna na budově poblíž.